# Sagerske hus
Sagerska huset eller Sagerska palatset, er en bygning, som diplomaten Robert Sager opførte i slutningen af 1800-tallet. Huset liger på på Strömgatan 18 i Stockholm.
Huset var oprindeligt et privatpalads, der blev beboet af slægten Sager. 
Da Vera Sager døde i 1988 var huset det sidste privat beboede palæ i det centrale Stockholm. 

## Statsministerens bolig
Staten købte huset i 1989, og i 1995 blev det statsministerens officielle residens.